# 中山峠 (国道230号)
中山峠（なかやまとうげ）は、北海道札幌市南区と虻田郡喜茂別町の境にある峠。標高は835m。

## 概要
道央と道南を結ぶ幹線道路であり、支笏洞爺国立公園を通る観光道路にもなっている。24時間平均交通量は1万台を超える。峠の頂上は国道230号の最高地点でもある。
頂上から定山渓までの区間（17.1km）は、特殊通行規制区間になっている。
峠の北東方面は豊平川を経由する石狩川水系、南西方面は喜茂別川を経由する尻別川水系で、どちらも日本海に注いでいる。

## 歴史
中山峠が道なき道であった時代を経て初めて整備されたのは1871年（明治4年）の本願寺街道開削からである。街道開通後は駅逓所を設置するなどの改修工事もされたが、戦後に自動車の往来が増えると道幅も狭く見通しも悪い区間により転落事故が相次ぎ、「魔の山道」と呼ばれるほどであった（札幌側の薄別から中山峠までの8kmの区間に128カ所のカーブと最大12%の勾配があった）。そこで、中山峠を含む国道230号の全面改修工事が1957年（昭和32年）から行われ、定山渓から中山峠までの区間は地形が複雑で地質も悪かったため、1963年（昭和38年）から工事開始となった。
定山渓から中山峠にかけてのルート選定は、当初予定していた豊平峡経由の案は豊平峡ダムの建設により困難となった。また、旧道を改良する案では元々険しい道路を改良するには多数の橋梁とトンネルを作る必要があり、工事費用が高くなるので却下された。最終的に現在の薄別川から無意根大橋を経由する「薄別峡ルート」に決定した。この区間は国立公園内を通過することから木を切ることを最小限に抑え、トンネルや覆道などの構造物にも景観へ配慮した設計のものが採用された。これらは、初代札幌開発建設部長・高橋敏五郎の「道路は公園と同じで、通ることによって心がなごむようにつくられ、維持されなければならない」という道路哲学を心がけたことが要因である。定山渓側の新ルート工事は、7年の歳月を経て1969年（昭和44年）10月3日に完成した。

### 年表
- 1702年（元禄15年）頃、 木材商の飛騨屋久兵衛が峠越えをしていた[6]。
- 1807年（文化4年）、近藤重蔵が峠越えをする[7]。
- 1858年（安政5年）、松浦武四郎が峠越えをする。
- 1871年（明治4年）、現如上人（大谷光瑩）らによる東本願寺道路の開削。
- 1885年（明治18年）、中山峠と命名される。
- 1887年（明治20年）、薄別経由の道路（馬車道）を北海道が拓殖費で施工[8]。
- 1894年（明治27年）、中山峠に駅逓所を設置。
- 1920年（大正9年）、準地方費道札幌倶知安線に認定。
- 1935年（昭和10年）、地方費道札幌室蘭線に認定。
- 1953年（昭和28年）5月8日、二級国道230号線に認定。
- 1963年（昭和38年）、喜茂別側13.7kmの現ルートが完成。
- 1965年（昭和40年）、一般国道230号となる。
- 1969年（昭和44年）10月3日、現ルートが全面開通し、冬季の通行が可能となる[8]。
- 2012年（平成24年）5月、大規模な土砂崩れが発生[9]。
- 2013年（平成25年）4月、再び土砂崩れが発生[10]。

## 構造物
- 新豊橋
- 薄別橋
- 宝来橋

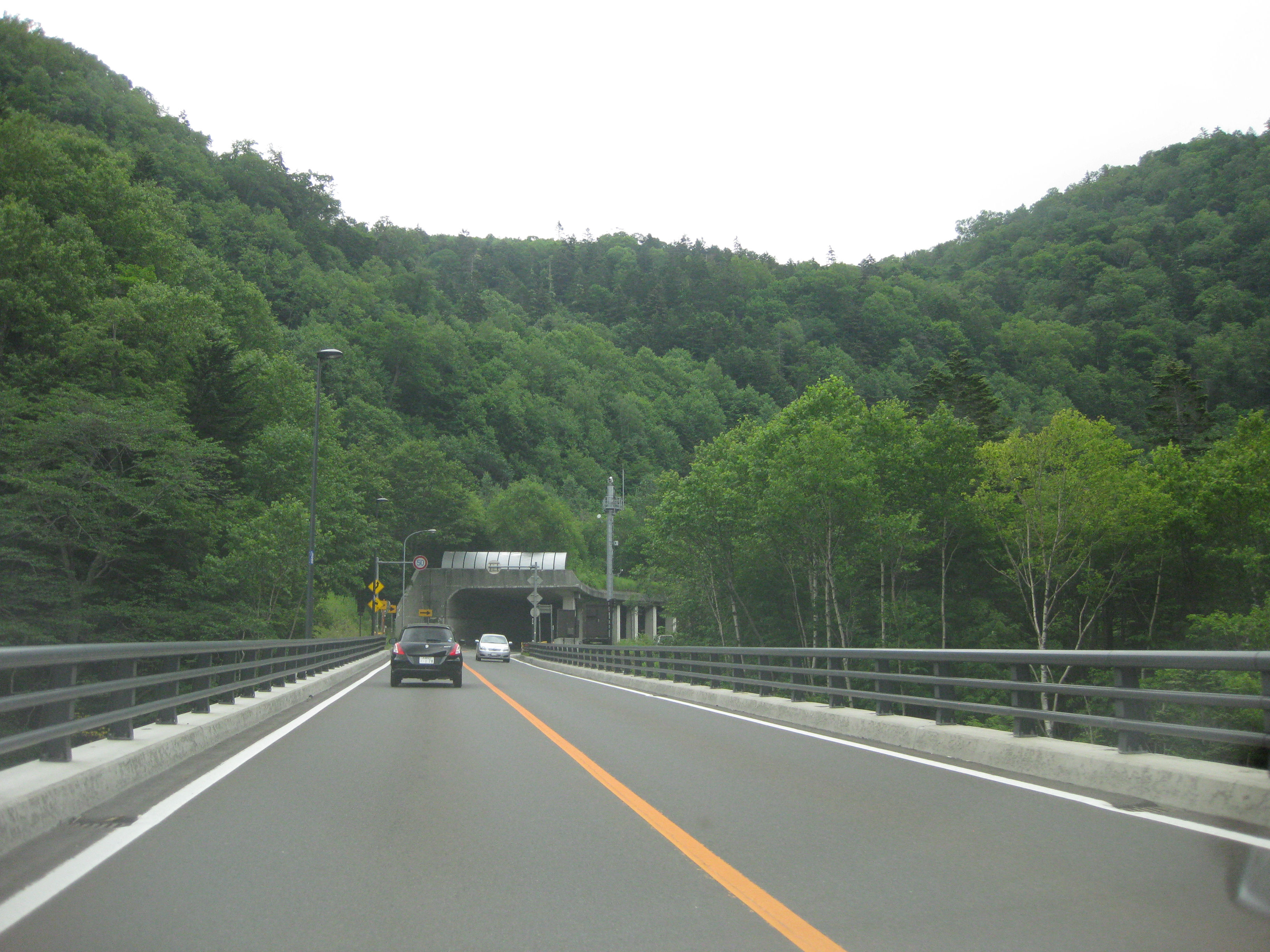
渓明大橋から渓明覆道を望む（2011年8月）

- 無意根大橋（239.6m） - 日本国内初の5径間連続曲線鋼箱桁。クロソイド曲線を採用。
- 薄別回廊（147m）
- 薄別トンネル - 雪崩対策のため、中山峠側に大きく庇の張り出した独特の坑門形状を採用。
- もみじ橋
- かつら橋
- 渓明大橋
- 渓明覆道
- 仙境橋
- 仙境覆道（115m） - 谷側に柱を設置しない「片持型式」の覆道。曲面で構成された独特の形状。
- 定山渓トンネル - 北海道内初となる幻惑防止のためのルーバーを中山峠側坑口に採用。
- 望岳橋
- 凌雲橋
- 中山大橋
- 中山峠スノーシェルター

## 周辺

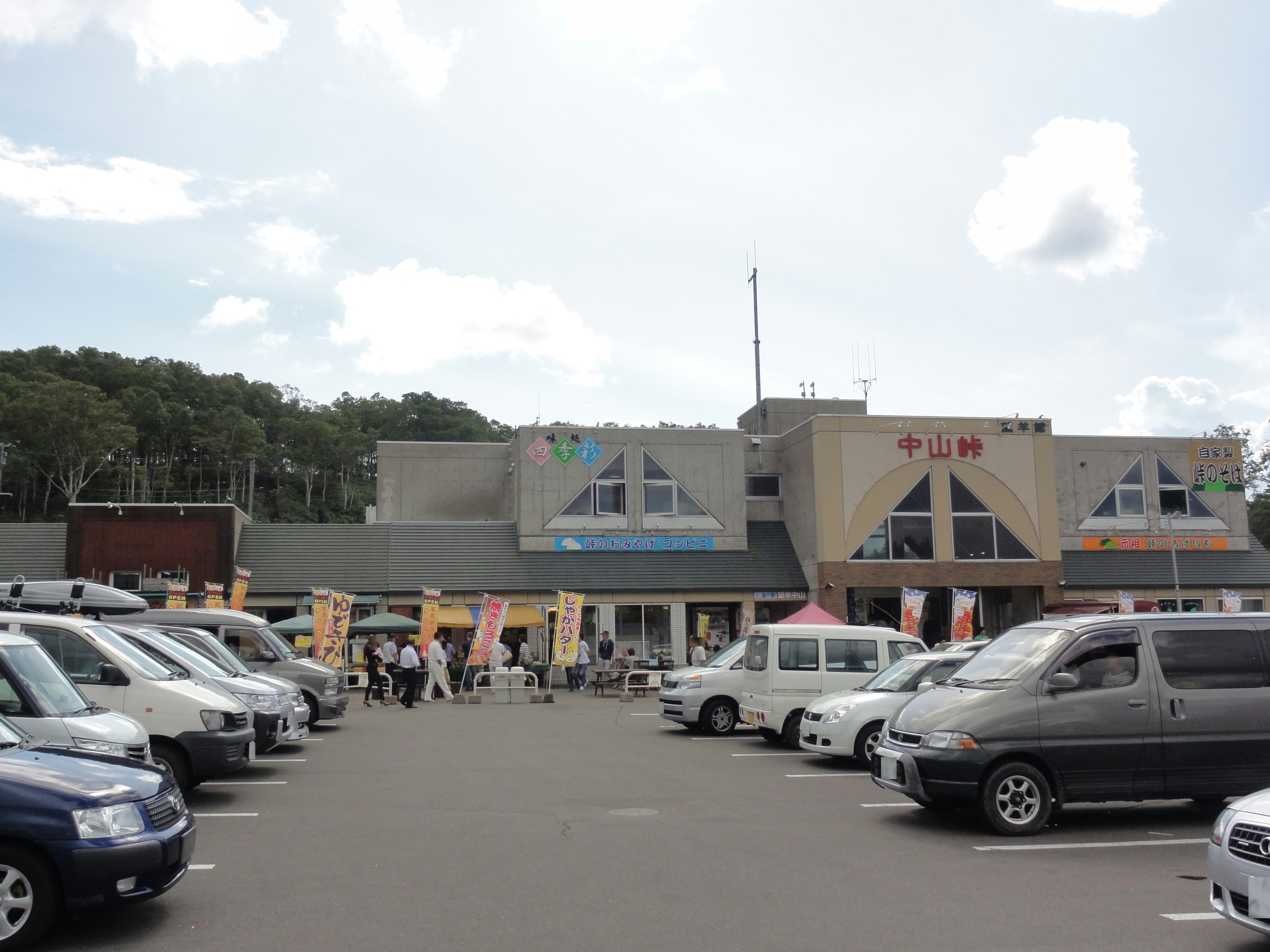
道の駅望羊中山（2012年9月）

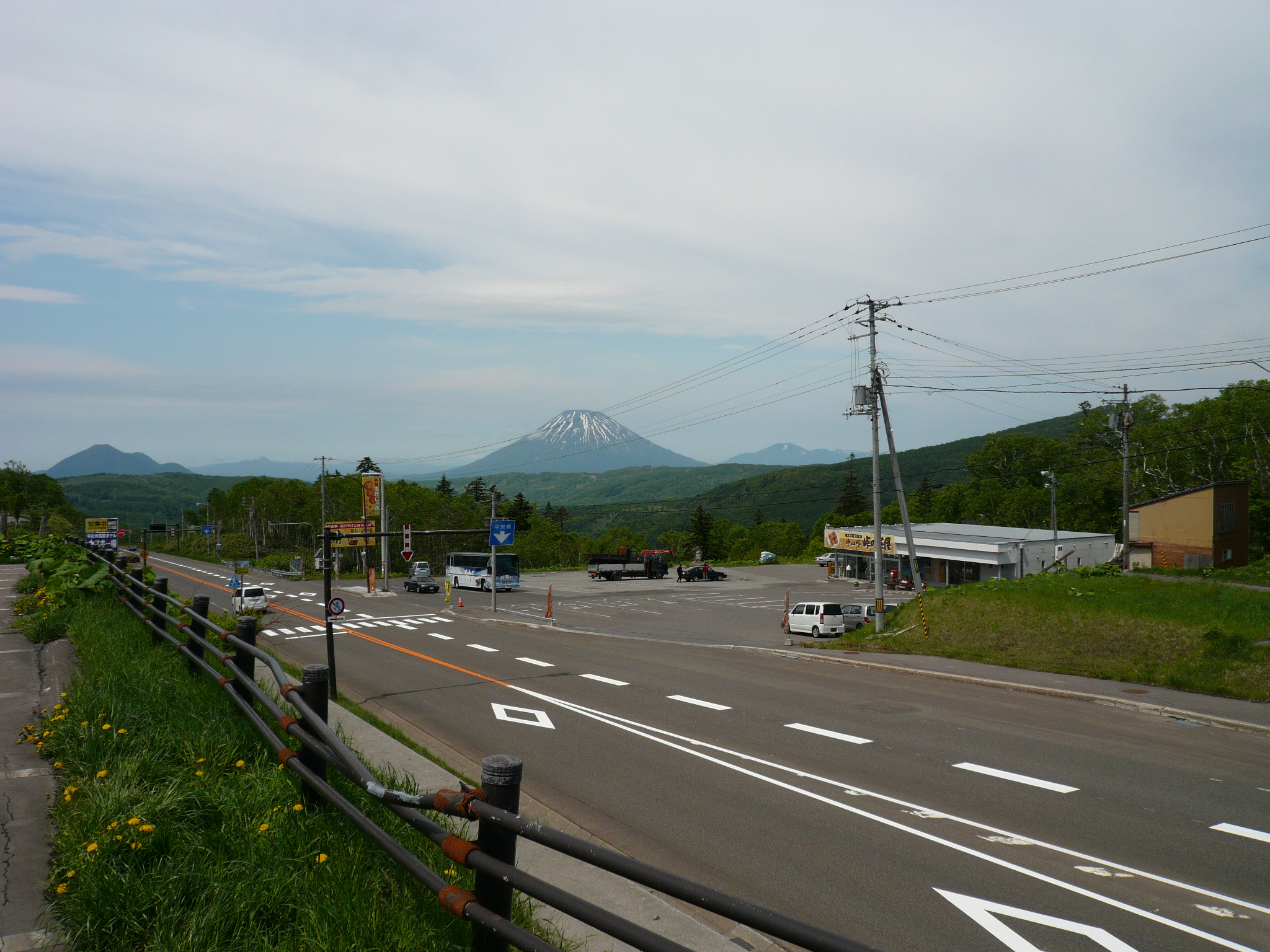
羊蹄山と峠の茶屋パーキングエリア（2009年6月）

峠の頂上に道の駅望羊中山があり、羊蹄山（蝦夷富士）を眺められるなど利用者も多い。隣接する中山峠写真の森美術館へは道の駅から連絡通路で行くことができる。道の駅から国道を挟んで向かい側には峠の茶屋パーキングエリアがあり、中山峠の石碑がある。中山峠スキー場は早いシーズンインと春スキーが楽しめる（厳冬期は閉鎖）。